# Chanceler do Ducado de Lancaster
O Chanceler do Ducado de Lancaster é um gabinete ministerial no Governo do Reino Unido que inclui como parte das suas funções a administração das propriedades e aluguéis do Ducado de Lancaster.
Formalmente, o Chanceler do Ducado de Lancaster é nomeado pelo Soberano a conselho do Primeiro Ministro, e é responsável perante o Parlamento pela governança do Ducado. Nos tempos modernos, entretanto, o envolvimento do Chanceler na gestão dos assuntos do dia-a-dia do Ducado é mínimo, e o cargo é ocupado por um político sénior cujo papel principal é geralmente bem diferente. Em termos práticos, é uma sinecura, permitindo ao Primeiro-Ministro nomear um ministro adicional sem pasta para o Gabinete do Reino Unido.
Michael Gove foi nomeado para o cargo em 24 de julho de 2019, e a função foi atribuída com a responsabilidade de aconselhar o primeiro-ministro no desenvolvimento e implementação de políticas, especialmente em torno do Brexit.